# Tempo of the Damned
Tempo of the Damned (с англ. — «Темп проклятых») — шестой студийный альбом трэш-метал группы Exodus. Выпущен 2 февраля 2004 года на лейбле Nuclear Blast. Этот альбом является первым полноформатником со времени выхода Force of Habit. Tempo of the Damned — первый альбом, в записи которого принял участие новый бас-гитарист Джек Гибсон, и последний для гитариста Рика Ханолта в рамках Exodus. Также в группу вернулся Стив Суза. На песни «War Is My Shepherd» и «Throwing Down» были сняты клипы. 2600 копий альбома было продано в первую неделю продаж, а к сентябрю 2004 года только в США было реализовано более 14000 копий. К январю 2007 года было продано более 27000 копий в США.

## Список композиций
| №                   | Название               | Автор(ы)                                    | Длительность |
| ------------------- | ---------------------- | ------------------------------------------- | ------------ |
| 1.                  | «Scar Spangled Banner» | Гэри Холт                                   | 6:41         |
| 2.                  | «War Is My Shepherd»   | Холт, Стив Суза                             | 4:27         |
| 3.                  | «Blacklist»            | Холт                                        | 6:17         |
| 4.                  | «Shroud of Urine»      | Холт                                        | 4:52         |
| 5.                  | «Forward March»        | Холт, Суза                                  | 7:32         |
| 6.                  | «Culling the Herd»     | Холт                                        | 6:07         |
| 7.                  | «Sealed with a Fist»   | Холт                                        | 3:36         |
| 8.                  | «Throwing Down»        | Холт, Джон Миллер                           | 5:01         |
| 9.                  | «Impaler»              | Холт, Кирк Хэммет, Пол Бэйлофф, Том Хантинг | 5:25         |
| 10.                 | «Tempo of the Damned»  | Холт                                        | 4:22         |
| Общая длительность: | Общая длительность:    | Общая длительность:                         | 54:21        |

| №   | Название                                    | Длительность |
| --- | ------------------------------------------- | ------------ |
| 11. | «Dirty Deeds Done Dirt Cheap» (AC/DC cover) | 3:52         |

| №   | Название                     | Длительность |
| --- | ---------------------------- | ------------ |
| 11. | «Shroud of Urine» (demo)     | 4:47         |
| 12. | «Tempo of the Damned» (demo) | 4:23         |

| №   | Название                                    | Длительность |
| --- | ------------------------------------------- | ------------ |
| 11. | «Dirty Deeds Done Dirt Cheap» (AC/DC cover) | 3:48         |
| 12. | «Shroud of Urine» (demo)                    | 4:47         |

## Состав
- Стив Суза — вокал
- Гэри Холт — электрогитара
- Рик Ханолт — электрогитара
- Джек Гибсон — бас-гитара
- Том Хантинг — ударные

## Производство
- Продюсирование, звукорежиссура, сведение и мастеринг — Энди Снип
- Сведено в Backstage Studio, Дерби, Великобритания
- Записано в Tsunami Recordings, Мосс Бич, Калифорния. Ударные записаны в Prairie Sun Studio, Котати, Калифорния.
- Обложка — Йовита Каминская